# 若旦那の会
若旦那の会（わかだんなのかい）は、2022年に始められた、一門や所属事務所の枠を超えた世襲の若手噺家による噺家の勉強会。メンバー3人で不定期で落語会をしている。

## メンバー
- 林家あんこ

父は林家時蔵。師匠は林家しん平。2013年入門。2017年、二つ目昇進。
- 林家たま平

祖父は初代林家三平、曾祖父は七代目林家正蔵、弟は林家ぽん平。叔父は二代目林家三平。従兄は下嶋兄。
師匠は父である九代目林家正蔵。2013年4月入門。2014年8月前座入り。2017年11月、二つ目昇進。
- 金原亭小駒

祖父は十代目金原亭馬生。曾祖父は五代目古今亭志ん生。師匠は祖父の直弟子→孫弟子である十一代目金原亭馬生。2013年入門。2018年二つ目昇進。